# Diadegma falciferum
Diadegma falciferum là một loài tò vò trong họ Ichneumonidae.